# جهاز ووز المتكامل

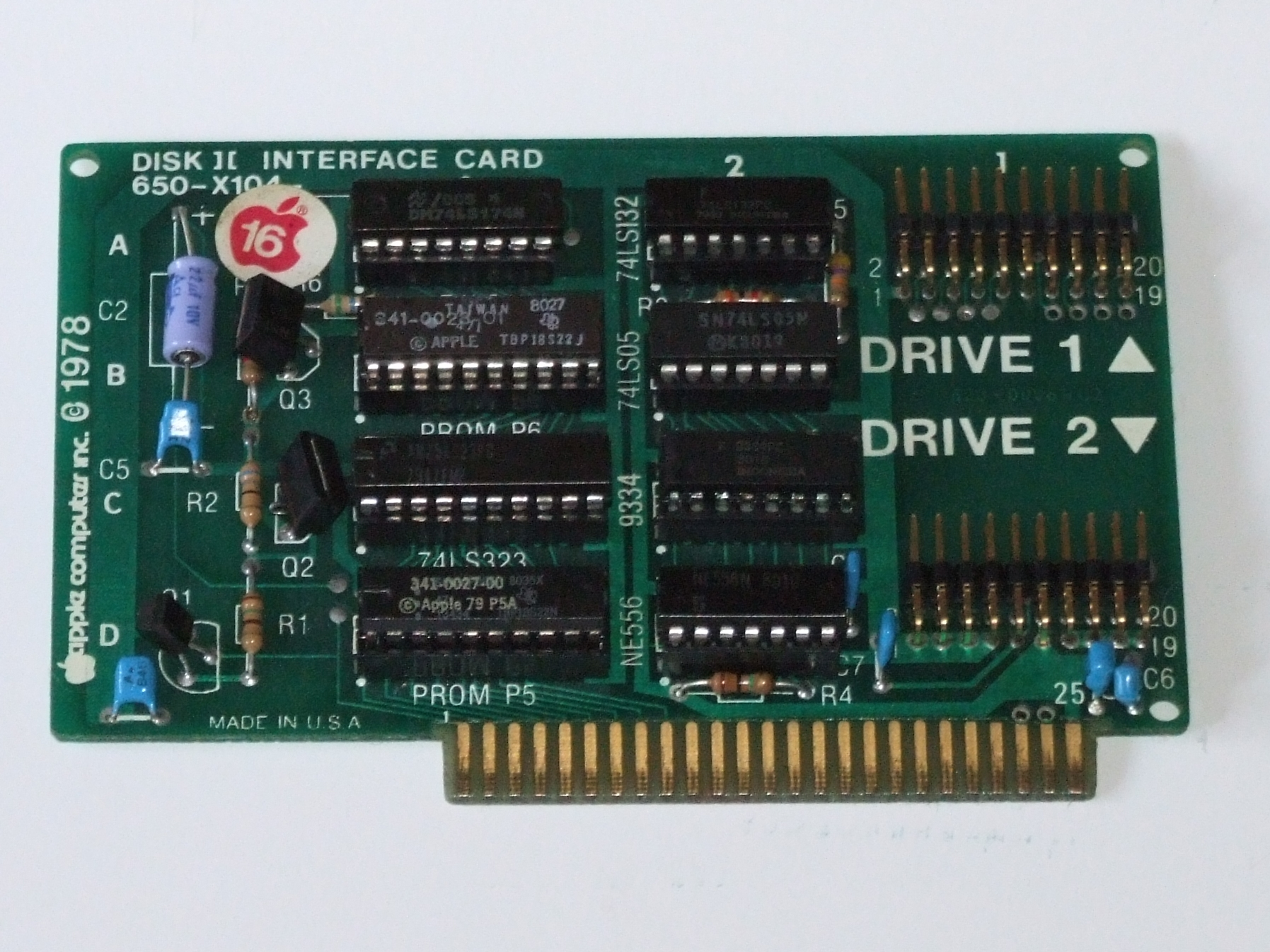
وحدة تحكم القرص الأصلي 2.

جهاز ووز المتكامل (أو إختصارًا IWM) هو إصدار أحادي الشريحة من وحدة التحكم في القرص المرن لجهاز آبل 2. واستُخدم أيضًا في أجهزة كمبيوتر ماكنتوش.

## تاريخ
عند تطوير محرك الأقراص المرنة لجهاز آبل 2، شعر ستيف وزنياك المؤسس المشارك لشركة آبل أن النماذج الموجودة المتوفرة في السوق كانت معقدة للغاية ومكلفة وغير فعالة، بدلاً من استخدام محركات الأقراص المرنة الموجودة من شركة سوجارت أسوشيتس، قرر وزنياك استخدام آلية القيادة، ولكنه طوّر إلكترونياته الخاصة بشكل منفصل لكل من محرك الأقراص ووحدة التحكم.
نجح وزنياك في التوصل إلى محرك أقراص مرن يعمل مع عدد أقل بكثير من المكونات الإلكترونية. بدلاً من تخزين 8 إلى 10 قطاعات (يحتوي كل منها على 256 بايت من البيانات) لكل مسار على قرص مرن مقاس 5.25 بوصة، استخدم وزنياك التسجيل المشفر للمجموعة (GCR)، وباستخدام التشفير 5 و3 تمكن من ضغط ما يصل إلى 13 قطاعًا على كل مسار باستخدام نفس الآليات ونفس وسيلة التخزين. في مراجعة لاحقة، تم رفع هذا الرقم إلى 16 قطاعًا لكل مسار باستخدام التشفير 6 و2.
تم بناء لوحة تحكم محرك الأقراص المرنة، «واجهة القرص 2»، بـ 8 شرائح، إحداها هي ذاكرة قراءة فقط قابلة للبرمجة، وتحتوي على جداول للمشفر ووحدة فك التشفير، وآلة الحالة، وبعض التعليمات البرمجية.

## التطبيق والتحديثات
لتسهيل وضع وحدة التحكم على اللوحة الرئيسية، قام ويندل ساندر بدمج كل هذه المكونات في شريحة واحدة، وهي شريحة IWM.
إن IWM هو في الأساس وحدة تحكم قرص على آي سي واحد. تم استخدامه في شركة آبل، وفي وقت لاحق أبل 2 جي اس ، و أبل ليزا 2/10، وجميع طرز ماك حتى ماكنتوش 2. وفي وقت لاحق، قُدّمت نسخة موسعة، تعرف باسم SWIM (آلة ساندر-وزنياك المتكاملة). أضافت هذه النسخة الجديدة القدرة على قراءة وكتابة الأقراص المرنة بتنسيق تراميز الخط و MFM. في طرازات ماك اللاحقة، أضيفت المزيد من المكونات الطرفية إلى SWIM، حتى قامت أبل أخيرًا بالتخلص من محركات الأقراص المرنة من أجهزة ماك. ظلت وظيفة وحدة التحكم في القرص المرن موجودة في مجموعة الشرائح لفترة من الوقت بعد ذلك، على الرغم من أن توفير محركات الأقراص المرنة لأجهزة ماك كان قد توقف بالفعل. على سبيل المثال، كانت أجهزة آي ماك الأولى تحتوي على موصل محرك أقراص مرنة على اللوحة الأم، مما يسمح للمتحمسين ذوي الخبرة بتركيب محرك الأقراص المرنة.

## قراءة إضافية
- Apple Computer, Inc. (فبراير 1982) [1978]. Integrated Woz Machine (IWM) Specification (PDF) (ط. 19). DigiBarn Computer Museum. مؤرشف (PDF) من الأصل في 2024-08-29. اطلع عليه بتاريخ 2016-08-06.